# Secret Agent X-9 (1937)
Secret Agent X-9 é um seriado estadunidense de 1937, gênero espionagem, dirigido por Ford Beebe e Clifford Smith, em 12 capítulos, estrelado por Scott Kolk, Jean Rogers e David Oliver. O seriado foi produzido e distribuído pela Universal Pictures, e veiculou nos cinemas estadunidenses a partir de 12 de abril de 1937.
Foi baseado nas histórias em quadrinhos Secret Agent X-9, de Dashiell Hammett e Alex Raymond.

## Sinopse
O FBI descobre que Brenda, notório ladrão de jóias, está indo para os EUA, para roubar as jóias da coroa da Belgravia, na quele momento em exposição. As jóias são colocadas em um navio com destino à Belgravia, no entanto, a guarda é assassinada e os tesouros são roubados. Agente Dexter (Agente X-9), encontra Blackstone, um dos membros da quadrilha, que esconde as jóias em um cofre de banco. Ele leva o recibo do banco para uma loja de arte, onde Marker, um cúmplice pago, o esconde em uma pintura a óleo. Dexter prende Blackstone e persegue Marker com a intenção de desmascaramento de Brenda.

## Elenco
- Scott Kolk … Agente Dexter (X-9)
- Jean Rogers … Shara Graustark
- David Oliver … Pidge
- Monte Blue … Barão Michael Karsten
- Henry Brandon … Blackstone
- Larry J. Blake … Chefe do FBI Agente Wheeler
- Henry Hunter … Agente do FBI Tommy Dawson (C-5)
- George Shelley … Packard
- Lon Chaney Jr. … Maroni
- Si Jenks … "Jolly Roger"
- Lynn Gilbert… Rose
- Robert Dalton … Thurston
- Leonard Lord … Ransom
- Ben Hewlett … Scarlett
- Bob Kortman … "Trader" Delaney
- Eddy Waller … Carp
- Thomas Carr ... Agente Tracy (não-creditado)

## Produção
O personagem Agente Secreto X-9 foi criado pelo escritor Dashiell Hammett para uma tira de quadrinhos de 1934, desenhada pelo criador de Flash Gordon, Alex Raymond, para o King Features Syndicate, de Hearst, que queria uma tira de combate ao crime, para competir com Dick Tracy.
Em 1945, a Universal fez uma sequência, um novo seriado com o mesmo personagem, Secret Agent X-9, com Lloyd Bridges no papel-título.

## Capítulos
1. Modern Pirates
2. The Ray That Blinds
3. The Man of Many Faces
4. The Listening Shadow
5. False Fires
6. The Dragnet
7. Sealed Lips
8. Exhibit A
9. The Masquerader
10. The Forced Lie
11. The Enemy Camp
12. Crime Does Not Pay

Fonte:

## Seriado no Brasil
Secret Agent X-9, sob o título Agente Secreto X-9, foi aprovado pela censura brasileira, de acordo com o Diário Oficial da União, em 20 de agosto de 1937, sendo portanto provável que o seriado tenha estreado no país em 1937.